# ملا محمد فضل
الملا محمد فضل (ولد 24 أكتوبر 1967) كان نائب وزير الحرب في حكومة طالبان، اُعتقل في معتقل غوانتانامو الأمريكي في كوبا. وكان رقم الاعتقال التسلسلي الخاص به 7، وصل إلى غوانتانامو في 11 يناير 2002،
وظل محتجزًا هناك حتى 31 مايو 2014. تم نقله من معتقل غوانتانامو إلى قطر يوم 1 يونيو 2014 مع أربعة أخرين المعروفين بـ رجال طالبان الخمسة في صفقة تبادل أسرى مقابل الجندي الأمريكي بوروبرت بيرغدال بوساطة قطرية، بشرط الإقامة في قطر لمدة عام كشرط للإفراج عنهم.

## خلفية
لا يُعرف الكثير عنه، إلا أن شغل منصب نائب وزير الحرب في إمارة أفغانستان الإسلامية (حكومة طالبان). ولد في عام 1967 في  ولاية أوروزغان في أفغانستان. يُقال أنه المسؤول عن قتل الآلاف من الشيعة الأفغان بين عامي 1996 أواخر عام 2001.

## إطلاق سراحه
في 1 يونيو 2014، أفرج عنه وأُرسل إلى قطر مقابل الجندي الأمريكي بو روبرت برغدال الذي أَسرته طالبان منذ ما يقرب من خمس سنوات.

## مفاوضات طالبان مع أمريكا
في 30 أكتوبر 2018 أعلنت طالبان أنه ومع أربعة أخرون من سجناء غوانتنامو قد انضموا إلى مكتب الإمارة الإسلامية في دولة قطر.
وفي نوفمبر 2018 بتاريخ 17 ذكر موقع أفغاني أن الملا فضل ومعه خير الله سعيد والي قد انضموا إلى طاولة المفاوضات مع الموفد الخاص الأمريكي زلمي خليلزاد من أجل مباحثات السلام في أفغانستان.

## وصلات خارجية
- من هم السجناء المتبقين في غوانتانامو؟ الجزء الثاني: الاعتقال في أفغانستان (2001)، 17 سبتمبر 2010.